# Edwin H. Thomée

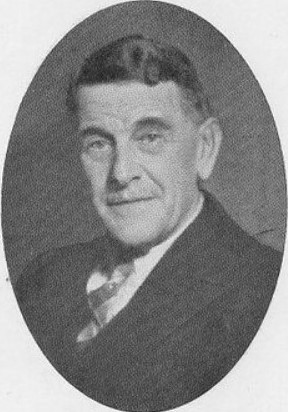
Edwin H. Thomée.

Edwin Håkan Thomée, född 25 februari 1869 i Malmö, död där 27 maj 1955, var en svensk företagsledare. 
Thomée, som var son till stadsmäklare Håkan Thomée och Maria Luttropp, avlade studentexamen och ägnade sig åt industriella och kommersiella studier i utlandet. Han företog resor i Europa samt delar av Afrika och Nord- och Sydamerika. Han startade 1892 den enskilda firman Edw. H. Thomée i Malmö och var verkställande direktör i Edw. H. Thomée AB från bildandet till 1947. Han var även styrelseledamot, vice ordförande och jourhavande direktör i Skånska banken, verkställande direktör och ordförande i styrelsen för AB Hörle Tråd- & Spikfabrik, Svenska Stängselnäts AB och Förvaltnings AB Ehtab, verkställande direktör i Malmö Oljeslageri & Happachs Såpfabriks AB, ordförande i styrelsen för AB Glacéläderfabriken samt ordförande i Manufakturverket Göta Bruk AB och i Såpförsäljnings AB i Göteborg. Han blev norsk konsul 1916.